# 제7기병연대 (미국)
제7기병연대(7th Cavalry Regiment)는 현재 미국 육군의 기병 연대로 1920년대에 제1기병사단에 배속되었다.

## 역사
1866년 창설되었다.
1876년 6월 25일, 서부개척기 수족 인디언과의 전투 과정에서 조지 암스트롱 커스터 중령이 지휘하던 연대 예하 1개 대대가 전멸한 일화를 주제로 영화 《They Died with Their Boots On》가 1941년에 제작되었다.
미국 남북 전쟁, 제2차 세계 대전, 한국 전쟁, 베트남 전쟁에 참전했다.
한국 전쟁에서는 제1, 3전대가 낙동강 방어선을 돌파하여 인천항에 상륙한 제10(X)군단 소속 부대와 연결하는 임무를 가진 첨병부대인 TF-777(777 Task Force)로 운용되었다. 그러나, 노근리 양민 학살 사건의 주범이다.

## 구성
- 제1전대 - 제1기병사단, 1여단전투단의 정찰대 - 포트 후드
- 제2전대 - 제1기병사단, 3여단전투단의 제병협동대대 - 포트 후드
- 제3전대 - 제3보병사단, 2여단전투단의 정찰대 - 포트 스튜어트
- 제4전대 - 제2보병사단, 1여단전투단의 정찰대 - 캠프 호비
- 제5전대 - 제3보병사단, 1여단전투단의 정찰대 - 포트 후드

## 대중매체
- 《They Died with Their Boots On》 (흑백 영화) (영어). 워너브라더스 픽처스. 1941년 11월 21일.

We were soldiers